# Coupe d'Europe des clubs champions d'escrime
La Coupe d'Europe des clubs champions est une épreuve qui regroupe chaque année les meilleures équipes européennes sous l'égide de la Confédération européenne d'escrime. Elles s'affrontent lors d'une phase de poule puis par élimination directe. Sont admissibles les clubs champions nationaux ou en cas d'empêchement le vice-champion national, etc., ainsi que le club ayant remporté l'édition précédente et le club organisateur.

## Épée
La compétition d'épée féminine est traditionnellement organisée en Italie. Le vainqueur remporte le trophée C.S. Partenopeo. Un trophée spécial est décerné à un club ayant remporté trois fois la compétition ; il a été remis en 2012 au CSA Steaua Bucarest. En 2012, l'épreuve a eu lieu à Caserte, en Campanie.
La compétition masculine est traditionnellement organisée à Heidenheim en Allemagne.
Lors de l'édition 2024, 18 clubs sont présents pour la 64eme édition de la coupe d'Europe des clubs champions, qui se tient a Heidenheim. Après une épreuve réunissant un plateau relevé, le Levallois Sporting Club s'impose en finale face aux danois de Hellerup. En montant sur la plus haute marche du podium le Levallois Sporting Club remporte ainsi sa 8eme coupe d'Europe des clubs champions. 
| Année | Homme                             | Femme                            |
| ----- | --------------------------------- | -------------------------------- |
| 1961  | Legia Varsovie                    |                                  |
| 1962  | Göteborg FK                       |                                  |
| 1963  | Racing Club de France             |                                  |
| 1964  | Orvosegyetem Sport Club           |                                  |
| 1965  | Orvosegyetem Sport Club           |                                  |
| 1966  | Orvosegyetem Sport Club           |                                  |
| 1967  | Dinamo Minsk                      |                                  |
| 1968  | Dinamo Moscou                     |                                  |
| 1969  | Dinamo Minsk                      |                                  |
| 1970  | Dinamo Minsk                      |                                  |
| 1971  | CSKA Moscou                       |                                  |
| 1972  | CSKA Moscou                       |                                  |
| 1973  | CSKA Moscou                       |                                  |
| 1974  | Budapest VSC                      |                                  |
| 1975  | Budapest VSC                      |                                  |
| 1976  | Budapest VSC                      |                                  |
| 1977  | FC Tauberbischofsheim             |                                  |
| 1978  | FC Tauberbischofsheim             |                                  |
| 1979  | Masque de Fer Lyon                |                                  |
| 1980  | CSA Steaua Bucarest               |                                  |
| 1981  | FC Tauberbischofsheim             |                                  |
| 1982  | FC Tauberbischofsheim             |                                  |
| 1983  | FC Tauberbischofsheim             |                                  |
| 1984  | FC Tauberbischofsheim             |                                  |
| 1985  | CSKA Moscou                       |                                  |
| 1986  | CSKA Moscou                       |                                  |
| 1987  | FC Tauberbischofsheim             |                                  |
| 1988  | FC Tauberbischofsheim             |                                  |
| 1989  | Fiamme Oro Rome                   |                                  |
| 1990  | Dinamo Moscou                     | Magyar Testgyakorlók Köre        |
| 1991  | Levallois Sporting Club           | Dinamo Moscou                    |
| 1992  | FC Tauberbischofsheim             | Magyar Testgyakorlók Köre        |
| 1993  | FC Tauberbischofsheim             | FC Offenbach                     |
| 1994  | Fiamme Oro Roma                   | Magyar Testgyakorlók Köre        |
| 1995  | Dynamo Kiev                       | Duell Tallinn                    |
| 1996  | Cercle d'escrime de Saint-Gratien | Budapest Honved                  |
| 1997  | Cercle d'escrime de Saint-Gratien | Magyar Testgyakorlók Köre        |
| 1998  | Racing Club de France             | Racing Club de France            |
| 1999  | Racing Club de France             | Dinamo Moscou                    |
| 2000  | Levallois Sporting Club           | Magyar Testgyakorlók Köre        |
| 2001  | Levallois Sporting Club           | Magyar Testgyakorlók Köre        |
| 2002  | Cercle d'Escrime de Châlons       |                                  |
| 2003  | Cercle d'Escrime de Châlons       |                                  |
| 2004  | Cercle d'Escrime de Châlons       | Levallois Sporting Club          |
| 2005  | Dynamo Kharkiv                    | CSA Steaua Bucarest              |
| 2006  | Carabinieri Rome                  | Levallois Sporting Club          |
| 2007  | Levallois Sporting Club           |                                  |
| 2008  | Budapest Honvéd                   | CSA Steaua Bucarest              |
| 2009  | Aeronautica Militare Roma         | Lagardère Paris Racing           |
| 2010  | Budapest Honvéd                   | Aeronautica Militare Roma        |
| 2011  | Levallois Sporting Club           | CSA Steaua Bucarest              |
| 2012  | AZS AWF Cracovie                  | CSA Steaua Bucarest              |
| 2013  | SHWSM Kiev                        | FC Russia                        |
| 2014  | Levallois Sporting Club           | FC Russia                        |
| 2015  | Levallois Sporting Club           | CS Esercito                      |
| 2016  | Escrime Rodez Aveyron             | CSA Steaua Bucarest              |
| 2017  | Aeronautica Militare Roma         | Fiamme Oro Roma                  |
| 2018  | Budapest Honvéd                   | Team Russia                      |
| 2019  | Budapest Honvéd                   | Académie Beauvaisienne d'Escrime |
| 2020  | Fiamme Oro Roma                   |                                  |
| 2021  | Non attribué (COVID)              | CS Esercito                      |
| 2022  | Fiamme Oro Roma                   |                                  |
| 2023  | S.V. Scaramouche Arnhem           |                                  |
| 2024  | Levallois Sporting Club           | Fiamme Oro Roma                  |

## Fleuret féminin
Depuis 2014, la compétition est organisée à Bucarest, en Roumanie.
- 2019 :  Dynamo Kiev[1],[2]
- 2018 :  Aeronautica Militare Roma
- 2017 :  CSA Steaua Bucarest
- 2016 :  Fiamme Gialle
- 2015 :  AS Bourg-la-Reine[3]
- 2014 :  AS Bourg-la-Reine[4],[5]
- 2010 :  Dinamo Rostov
- 2009 :  Dinamo Rostov
- 2008 :  Dinamo Moscou
- 2007 :  Budapest Honvéd
- 2006 :  CSA Steaua Bucarest
- 2005 :  CSA Steaua Bucarest
- 2004 :  FC Tauberbischofsheim
- 2003 :  FC Tauberbischofsheim
- 2002 :  Carabinieri Rome[6]
- 2001 :  CSA Steaua Bucarest[7]
- 2000 :  FC Tauberbischofsheim[8]
- 1998 :  Italie[9],[10]
- 1995 :  Magyar Testgyakorlók Köre[11]
- 1994 :  FC Tauberbischofsheim[12],[13]
- 1993 :  FC Tauberbischofsheim[14],[15]
- 1990 :  FC Tauberbischofsheim[16],[17]
- 1965 :  Dinamo Moscou

## Fleuret masculin
Sur la période récente, la compétition est organisée à Pise et Turin en Italie.
- 2020 :  Escrime Pays d'Aix
- 2019 :  Escrime Pays d'Aix
- 2017 :  Fiamme Gialle
- 2016 :  Aeronautica Militare
- 2015 :
  -  Aeronautica Militare[18],[19]
  -  Fiamme Gialle[20],[21]
- 2014 :  Fiamme Gialle
- 2013 :  CSKA Moscou
- 2011 :  Fiamme Gialle
- 2010 :  CSKA Moscou
- 2009 :  SCA St Petersbourg
- 2008 :  CSKA Moscou[22],[23]
- 2007 :  Fiamme Oro
- 2006 :  Fiamme Oro
- 2005 :  Masque de Fer Lyon
- 2004 :  Carabinieri Rome
- 2003 :  Carabinieri Rome
- 2002 :  Tauberbischofsheim
- 2001 :  Carabinieri Rome
- 2000 :  CSKA Moscou[24]
- 1999 :  Racing Club de France
- 1998 :  CSKA Moscou &  FUM Mödling[25],[26]
- 1997 :  Racing Club de France
- 1995 :  CSKA Moscou[27]
- 1993 :  Tauberbischofsheim[28]
- 1992 :  Tauberbischofsheim
- 1991 :  Tauberbischofsheim
- 1990 :  Minsk[29],[30]
- 1989 :  Bonn
- 1988 :  Tauberbischofsheim
- 1987 :  Fiamme Oro
- 1986 :  Minsk
- 1985 :  Tauberbischofsheim
- 1984 :  Tauberbischofsheim
- 1983 :  Racing Club de France
- 1982 :  Moscou
- 1981 :  Carabinieri Rome
- 1980 :  Burevesnik
- 1979 :  Tauberbischofsheim
- 1978 :  Tauberbischofsheim
- 1977 :  Cercle d'escrime Melun Val de Seine
- 1976 :  Cercle d'escrime Melun Val de Seine
- 1975 :  Moscou
- 1974 :  Moscou
- 1973 :  Cercle d'escrime Melun Val de Seine
- 1972 :  Cercle d'escrime Melun Val de Seine
- 1971 :  Cercle d'escrime Melun Val de Seine
- 1970 :  Moscou
- 1969 :  Moscou
- 1968 :  Moscou
- 1967 :  Moscou
- 1966 :  Moscou
- 1965 :  Moscou

## Sabre féminin
La compétition est traditionnellement organisée à Orléans, en France.
- 2021 :  CE Orléans[31]
- 2020
- 2019 :  CE Orléans[32],[33]
- 2018 :  Club Esgrima Leganés[34],[35]
- 2017 :  CE Orléans[36],[37]
- 2016 :  CE Orléans[38],[39]
- 2015 :  CE Orléans[40],[41]
- 2014 : changement de dates
  - Février :  Strasbourg UC[42]
  - Novembre :  AZS AWF Warszawa[43],[44]
- 2013 : ?
- 2012 :  Lagardère Paris Racing[45],[46]
- 2011 :  AZS AWF Poznań[47]
- 2010 :  Lagardère Paris Racing[48]
- 2009 :  Aeronautica Roma[49]
- 2008 :  Aeronautica Roma[50]
- 2007 :  Khimki[51]
- 2006 :  Khimki[52]
- 2004 :  Moscou[53]
- 2003 :  UTE Budapest[54]
- 2002 :  SCA St Petersburg[55]
- 2001 :  U.S. Ramonville
- 2000 :  Budapest Honvéd (BHSE)[56]

## Sabre masculin
La compétition est traditionnellement organisée à Gödöllő, en Hongrie. En 2021, la compétition a eu lieu à Orléans, en France.
- 2021 :  CE Orléans[57]
- 2020
- 2019 :  Fiamme Gialle[58],[59]
- 2018 :  Fiamme Gialle[60],[61],[62]
- 2017 :  TSV Bayer Dormagen[63],[64]
- 2016 :  Fiamme Gialle[65],[66],[67]
- 2015 :  Fiamme Oro Roma[68],[69]
- 2014 :  CS Dinamo Bucarest[70]
- 2013 :  GEAC Gödöllö[71]
- 2012 :  AZS AWF Katowice[72],[73]
- 2009 :  Amicale tarbaise d'escrime[74]
- 2008 :  CS Dinamo Bucarest
- 2007 :  AZS AWF Katowice[75]
- 2006 :  CS Dinamo Bucarest[76]
- 1996 :  CSKA Moscou[77]
- 1994 :  Novossibirsk[78],[79]
- 1992 :  UTE Budapest[80],[81]
- 1991 :  VDDSE Veszprém / Budapest[82],[83]
- 1990 :  Racing Club de France[84],[85]